# Shiina (アルバム)
『shiina』（しいな）は、shiina(椎名法子)の1枚目のアルバム。

## 解説
- デビュー・アルバムであり、唯一のアルバム。

## 収録曲
1. 大きなあなた小さなわたし (4:14)
作詞：shiina／作曲：カナコ／編曲：Haya10
5thシングル。
2. propose (Album Mix) (5:12)
作詞：shiina／作曲・編曲：T2ya
7thシングルのアルバムバージョン。
3. 恋の風船 (5:17)
作詞：shiina／作曲：カナコ／編曲：Haya10
6thシングル。
4. オレンジ色の海 (4:27)
作詞：shiina／作曲：T2ya／編曲：T2ya・Haya10
CX「ビジュアルクィーンオブザイヤー2002」イメージソング
5. 幸せくれた人 (4:06)
作詞：shiina／作曲：安田尊行／編曲：T2ya・Haya10
6. サヨナライツカ (3:49)
作詞・作曲：永山耕三／編曲：T2ya
7. smile (5:25)
作詞：shiina／作曲・編曲：T2ya
6thシングル。
8. 青空だけが空じゃない (Album Mix) (5:16)
作詞：秋元康／作曲：広瀬香美／編曲：K.C.RINGS
1stシングルのアルバムバージョン。
9. カナリア (4:36)
作詞：shiina／作曲・編曲：T2ya
5thシングル。
10. ハ・タ・チ (2:03)
作詞：shiina／作曲・編曲：T2ya